# Campeonato Mundial de Judô Masculino de 1975
O Campeonato Mundial de Judô de 1975 foi a 9° edição do Campeonato Mundial de Judô, realizada em Viena, Áustria, em 23 a 25 de outubro de 1975.

## Medalhistas

### Homens
| -63 kg | Katsuhiko Kashiwazaki | Felice Mariani Torsten Reissmann |                                   |        |             |              |                               |
| -70 kg | Vladimir Nevzorov     | Valery Dvoinikov                 | -                                 | -80 kg | Shozo Fujii | Yoshimi Hara | Adam Adamczik Jean-Paul Coche |
| -93 kg | Jean-Luc Rougé        | Michinori Ishibashi              | Victor Betanov Ramaz Harshiladze  |        |             |              |                               |
| +93 kg | Sumio Endo            | Sergei Novikov                   | Gil Jong Pak Chonosuke Takagi     |        |             |              |                               |
| Open   | Haruki Uemura         | Kazuhiro Ninomiya                | Shota Chochoshvili Dietmar Lorenz |        |             |              |                               |

### Quadro de Medalhas
| Ordem | País              | Medalha de ouro | Medalha de prata | Medalha de bronze | Total |
| ----- | ----------------- | --------------- | ---------------- | ----------------- | ----- |
| 1     | Japão             | 4               | 4                | 3                 | 11    |
| 2     | União Soviética   | 1               | 2                | 3                 | 6     |
| 3     | França            | 1               | 0                | 1                 | 2     |
| 4     | Alemanha Oriental | 0               | 0                | 2                 | 2     |
| 5     | Itália            | 0               | 0                | 1                 | 1     |
| 5     | Polónia           | 0               | 0                | 1                 | 1     |
| 5     | Coreia do Norte   | 0               | 0                | 1                 | 1     |